# Brenta
Il Brenta o la Brenta è un fiume dell'Italia settentrionale, tributario del mare Adriatico.
Origina dai laghi di Caldonazzo e di Levico in Trentino-Alto Adige e arriva al mare dopo un percorso di 174 km, che ne fanno il tredicesimo corso d'acqua del Paese per lunghezza. Nei pressi di Chioggia, le acque del Brenta si intersecano con quelle del Bacchiglione, per poi sfociare dopo 6 km nel mare Adriatico.
Le sue acque attraversano, o bagnano i territori comunali, di importanti centri del Trentino e del Veneto come Borgo Valsugana, Bassano del Grappa, Cittadella, Padova, Mira e Venezia.
Un tempo declinato al femminile, fu chiamato Medoacus maior in latino e Brinta in latino medievale e, più recentemente, Brandau in tedesco e Brint in cimbro.

## Il nome

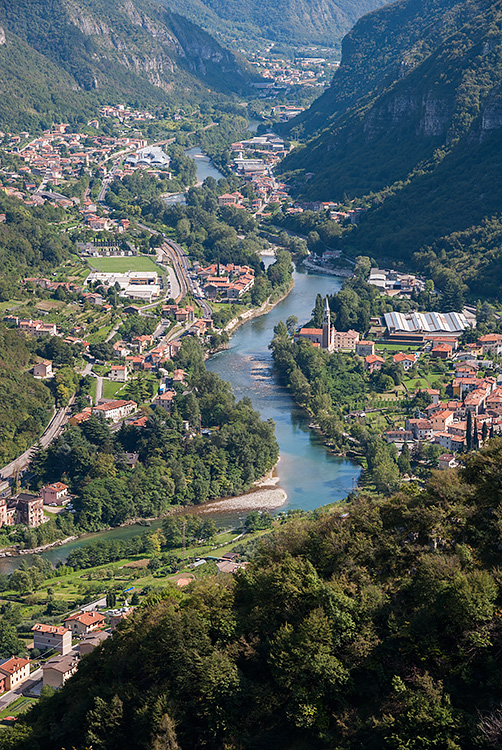
Il/La Brenta presso Oliero

Tradizionalmente al femminile (per esempio in Dante, Inferno XV, 7), il nome Brenta indica per estensione, in alcuni dialetti e in particolare in Valsugana, le riserve d'acqua che i paesi tenevano in caso di incendi (e, in senso figurato, un'ingente quantità di liquido).
La storia e i ricordi ancestrali delle terribili alluvioni subite dalle popolazioni del Veneto centrale hanno coniato il termine "brentana" per indicare un'alluvione.
In epoca romana il fiume era individuato come Medoacus (secondo un'interpretazione "in mezzo a due laghi" ovvero tra i laghi di origine e la zona lacustre delle foci, la laguna), o più probabilmente in riferimento ai due bacini più settentrionali della laguna di Venezia, quando esso seguiva come letto il corso dell'attuale Canal Grande e ai suoi due lati vi erano i due suddetti bacini non ancora uniti in una laguna intera.
Gli studiosi concordano che prima del 589 il fiume transitasse anche per Padova (Patavium, Patavas, ovvero "abitanti di palude") più o meno in corrispondenza dell'attuale linea ferroviaria, e qui vi confluisse il sistema di canali padovano, ma non tutta la bibliografia concorda che esistesse, nelle attuali valli del Canale di Brenta e di Valsugana, una colonia di Galli chiamati Mediaci. (Riguardo al passaggio nel centro patavino studi recenti dell'Università di Padova tendono a smentire che il/la Brenta passasse per Padova in epoca storica e che il fiume in oggetto fosse invece sempre stato da tale periodo in poi sempre l'odierno Bacchiglione)
Di certo durante il Medioevo comparve il termine "Brintesis", forse dal latino "rumoreggiare", a ricordo delle diverse inondazioni oppure, e sembra essere prevalente, dal ceppo germanico "Brint" (fontana) o "Brunnen" (scorrere dell'acqua). Questa interpretazione sembra consolidata dall'uso in tante altre parti del Veneto del diminutivo "Brentella" per indicare un piccolo corso d'acqua. Nel veneto la parola brenta o brentela o brenton ha il significato di tinozza, recipiente in legno 200/400 litri.
Secondo Giovanni Alessio il nome è da intendersi come uno dei numerosi esempi di applicazione della metafora "testa di cervo", come risulta dalle glosse di Esichio e Stefano di Bisanzio "brenton: elaphos; brunda : Messapioi, he kephale' tou elaphou" in greco bizantino.
Fino alla piena del 589 il Brenta sfociava assieme al Piave in quella che oggi è la bocca di porto del Lido: il primo percorreva il letto dell'attuale Canal Grande, mentre il Piave giungeva dall'attuale canale lagunare di San Felice.
A seguito della rotta, il Brenta sfociò nell'attuale bocca di Malamocco e il Piave prese il corso attuale del Sile; essi lasciarono le terre attorno ai loro vecchi corsi alla mercé delle maree, che li impaludarono, formando l'attuale Laguna di Venezia.

## Il percorso attuale del fiume
Il profilo geografico del Brenta è così suddividibile, mutuando la descrizione dello storico Andrea Gloria fatta nel 1862:
- la sorgente: il fiume nasce dai laghi di Levico e di Caldonazzo, Provincia di Trento.
- la parte montana: il Brenta percorre tutta la Valsugana, attraversando il paese di Borgo Valsugana. In loc. Primolano entra nel Canale di Brenta, transitando per i territori comunali di Enego, Valbrenta (in loc. Campolongo sul Brenta la navigazione è bloccata da una diga idroelettrica), Solagna, Pove del Grappa.
- la “Brenta Superiore”: raggiunta la pianura veneta presso la città di Bassano del Grappa, dove scorre sotto il famoso Ponte Vecchio progettato da Andrea Palladio, prosegue il percorso planiziale con struttura meandriforme e alimenta le falde freatiche di diversi fiumi di risorgiva, quali il Sile, il Dese e altri minori. Transita in prossimità di Nove, Cartigliano, Tezze sul Brenta, Fontaniva, Cittadella, Carmignano di Brenta, Grantorto, San Giorgio in Bosco, Piazzola sul Brenta, Campo San Martino, e prosegue con un alveo navigabile per Curtarolo e Vaccarino, tocca Limena, Vigodarzere, Pontevigodarzere, Cadoneghe, Vigonza, Ponte di Brenta, Noventa Padovana e Vigonovo, dove, per mezzo di chiuse, dà inizio al ramo minore di Brenta Vecchia e a Brenta Nova.

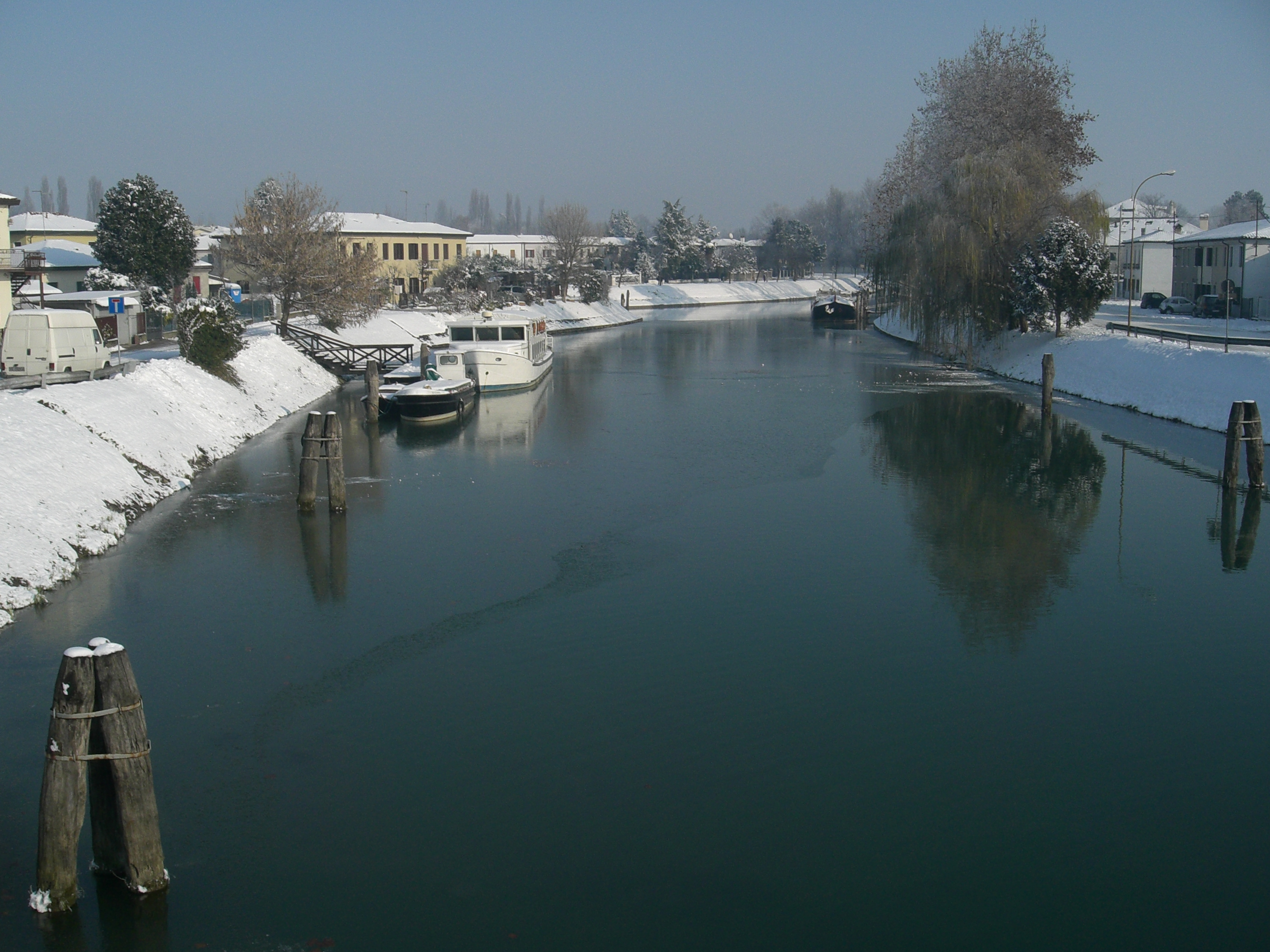
Brenta Vecchia a Mira

- Brenta vecchia e la Riviera del Brenta:Brenta Vecchia a Mira è il ramo naturale minore, individuato ora anche con il nome di Naviglio del Brenta, ed è composto da tre tronchi: il primo tra Noventa Padovana e Vigonovo, Stra, Fiesso d'Artico (l'antico “Flexum”), fino alla chiusa di Dolo; il secondo da Dolo fino alle chiuse di Mira Porte; il terzo da Mira, Oriago per sfociare nella Laguna di Venezia a Fusina, frazione di Venezia. L'insieme urbano, storico e paesaggistico compreso tra Fusina, Noventa Padovana e Vigonovo viene chiamato Riviera del Brenta[12].
- Brenta Nova: è il ramo realizzato nel 1507, che non esiste più - poiché interrato nel 1860 - e di cui rimane ora soltanto l'argine sinistro, utilizzato da una strada, vecchio percorso della SS16; tale percorso partiva da Dolo, dirigendosi verso Sambruson, poi passava per Calcroci di Camponogara, Prozzòlo di Camponogara, Campagna Lupia, Bojon di Campolongo Maggiore, Corte di Piove di Sacco e proseguiva fino a raggiungere Conche di Codevigo, dove veniva fatta sfociare assieme al Bacchiglione, tramite il Canale di Montalbano, nella Laguna di Venezia ovvero in Valli di Chioggia.

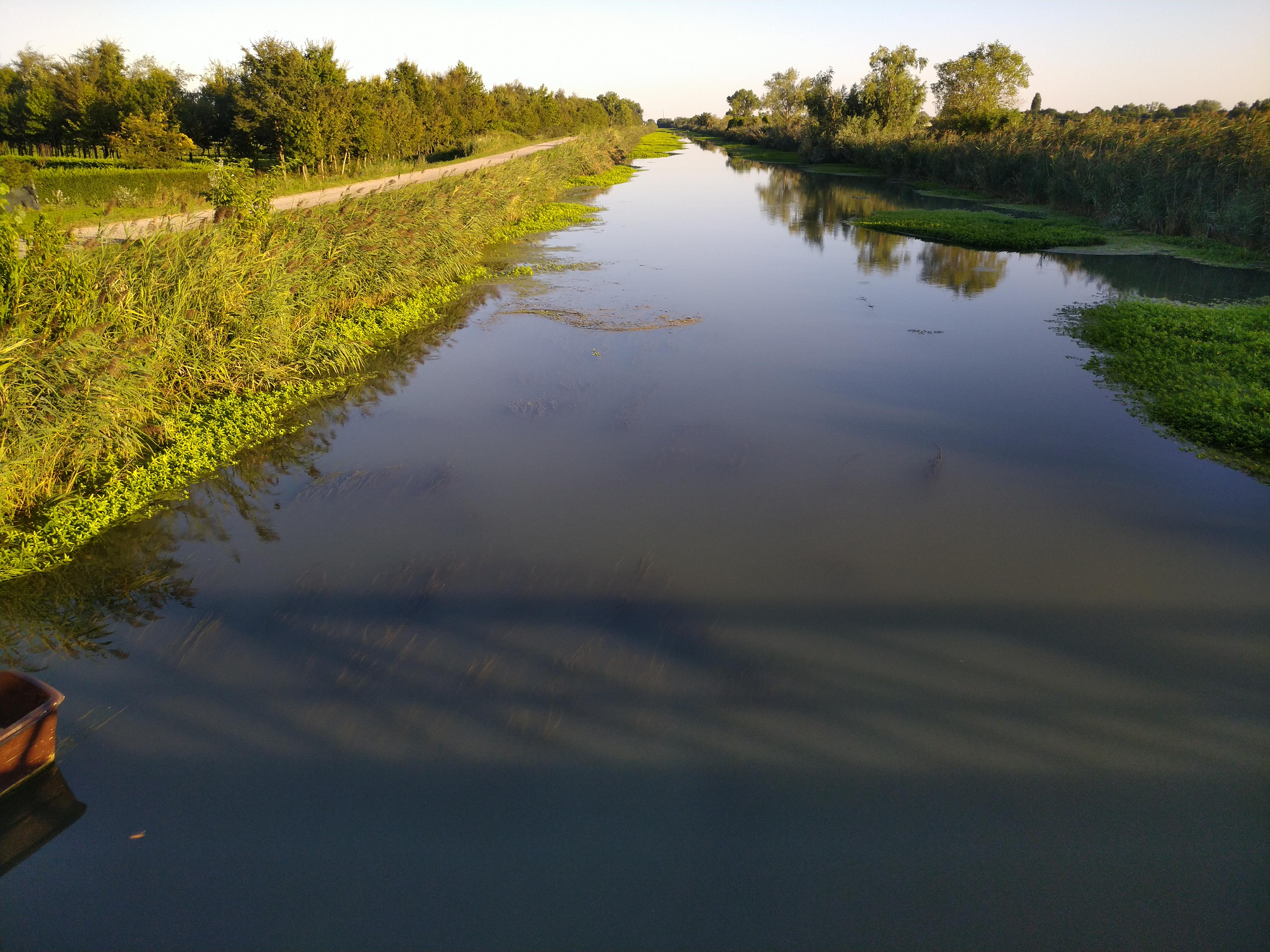
Taglio Novissimo a Codevigo

- Taglio Novissimo del Brenta:Taglio Novissimo a Codevigo è il canale di diversione delle acque di Brenta Vecchia, scavato nel 1610, che convoglia le acque del Taglio Nuovo da Mira Taglio (dove quest'ultimo sfocia), passando per Porto Menai, Lugo e Lova (frazioni di Campagna Lupia), Valli di Chioggia e sfociando infine nella Laguna di Venezia. L'argine sinistro del canale, che divide la campagna dalla laguna, è utilizzato dall'attuale Strada statale 309 Romea[13].

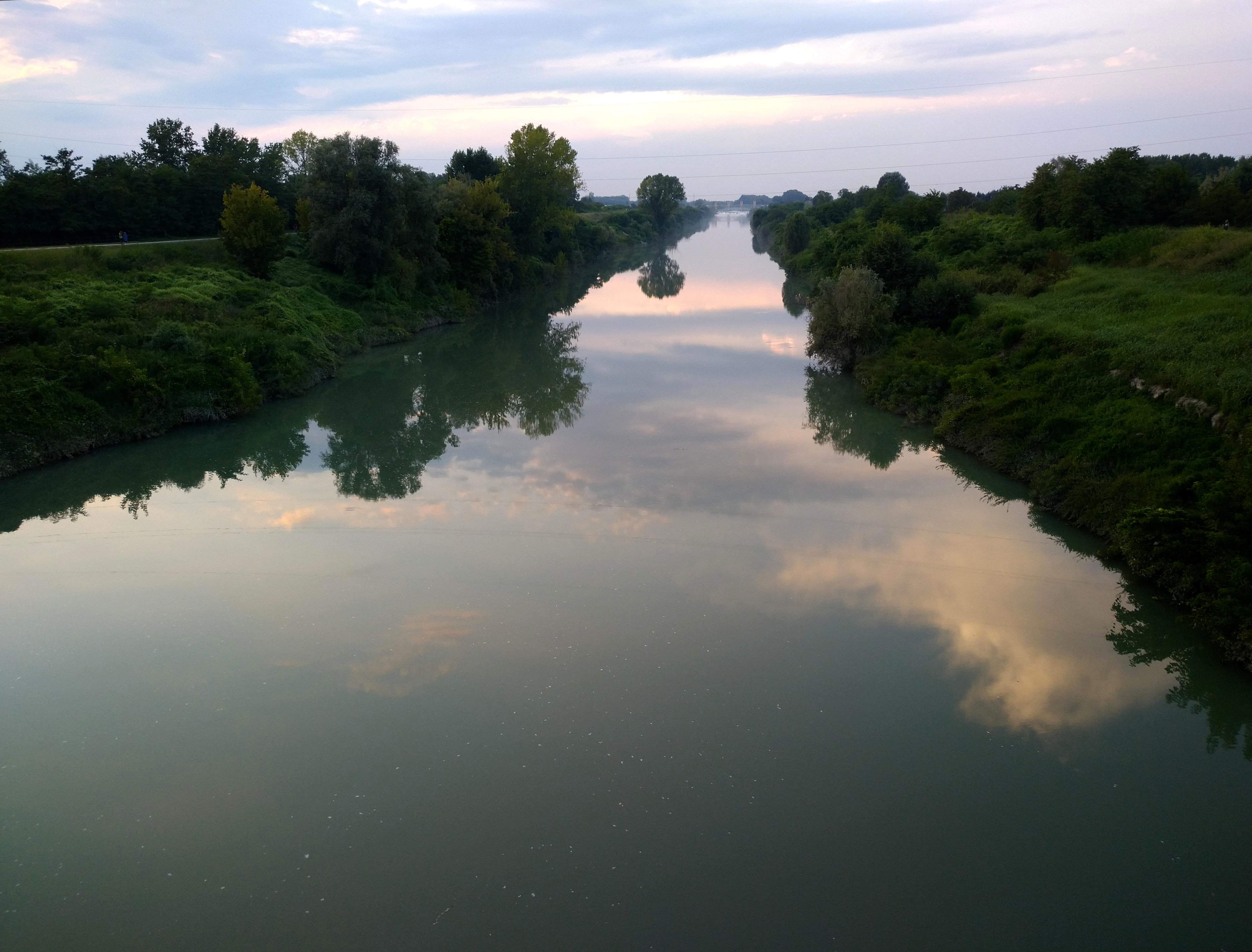
Brenta a Vigonovo

- Brenta della Cunetta:Brenta a Vigonovo è il ramo principale tuttora esistente, opera finale delle diverse diversioni idrauliche degli alvei del fiume compiute in sette secoli di lavoro e ultimate nei primi anni del Novecento. Questo ramo inizia da Noventa Padovana, prosegue per Vigonovo, Fossò, Campolongo Maggiore, Corte di Piove di Sacco, Codevigo, Valli di Chioggia. Le acque del Brenta si intersecano con quelle del Bacchiglione e del Canal Morto (vecchio alveo del Bacchiglione, proveniente da Ca' Bianca di Chioggia) in località Ca' Pasqua di Chioggia, alle quali si aggiungono appena più a valle quelle del Canale Gorzone-Fratta in località Punta Gorzone e del Canal di Valle in località Punta Molin, generando un grosso alveo molto largo. Da Brondolo, attualmente, i due fiumi Brenta e Bacchiglione sfociano assieme nel Mare Adriatico, nella vecchia foce tra Sottomarina di Chioggia a nord e l'attuale località turistica del Bacucco, ovvero Isolaverde di Chioggia, a sud; detto nuovo e ultimo percorso è stato realizzato nel 1896, in conseguenza della disastrosa alluvione del 1882; tale opera ha per sempre diviso in due gli Orti di Sottomarina e Ca' Lino, un tempo contigui.
Il fiume, passando per la località di Brondolo di Chioggia, si dirama sulla destra in un secondo braccio, appena dopo il ponte della S.S. 309 Romea, attualmente denominato Canale della Busiola (da cui prende il nome l'Idrovora della Busiola, qualche chilometro a sud); tale diramazione in realtà è l'ex-alveo del Vecchio Bacchiglione, prima delle diversioni, che passa appunto per la Busiola, dirigendosi verso Ca' Lino di Chioggia per proseguire dritto verso est (quasi a ridosso della foce dell'Adige, con la quale un tempo era anche collegato), svoltando quindi verso nord fino a raggiungere l'attuale foce e generando l'Isola del Bacucco, ovvero l'attuale località turistica "Isola Verde" di Chioggia.

## Gli affluenti e defluenti
I suoi affluenti sono:
- il torrente Centa presso Levico

I canali tra Brenta e Bacchiglione

- il torrente Larganza presso Roncegno
- il torrente Moggio presso Borgo Valsugana
- il torrente Ceggio presso Borgo Valsugana
- il torrente Maso presso Scurelle
- il torrente Chieppena presso Castel Ivano
- il torrente Grigno presso Grigno
- il torrente Rea presso Campese
- il torrente Cismon presso Cismon del Grappa
- il torrente Frenzela della Val Frenzela, in prossimità di Valstagna
- il fiume Oliero a Oliero di Sopra e Oliero di Sotto
- il torrente Piovego di Villabozza a Tavo di Vigodarzere
- il torrente Muson dei Sassi tra Vigodarzere e Cadoneghe
- il canale Piovego a Noventa Padovana.
- il canale Taglio Nuovo, diversione del fiume Muson Vecchio, nei pressi di Mira.

I defluenti sono:
- il Canale Brentella presso Limena, che cede acqua al fiume Bacchiglione
- il canale della centrale idroelettrica ad acqua fluente di Cà Barzizza (Bassano del Grappa)

## Storia idrogeologica
Il Brenta, con il Piave, è considerato uno dei due fiumi che hanno generato la Laguna di Venezia. Il deflusso delle acque del Brenta, all'uscita dallo sbocco della valle Canale di Brenta, a sud di Bassano del Grappa, ha interessato nei secoli l'attuale territorio compreso tra il percorso del Bacchiglione, del Tergola e del Musone.

### Il Medoacus
Nell'epoca romana, e fino all'alto Medioevo, il Medoacus proseguiva dopo Bassano, secondo il Baldan, con due percorsi.
Il ramo destro transitava per Friola e Tezze, Carmignano di Brenta, Gazzo, Grossa (frazione di Gazzo), Malspinoso (località di Piazzola sul Brenta), Poiana (località di Campodoro), Lissaro (località di Mestrino), Mestrino, Rubano, Sarmeola (frazione di Rubano) ed entrava in Padova nella zona di Sant'Agostino.
Il ramo sinistro partiva sempre da Friola e Tezze, Fontaniva, Carturo, Presina e Tremignon, frazioni di Piazzola sul Brenta, Curtarolo, Limena, Taggì (frazione di Limena), Ponterotto e Montà (località di Padova), entrando nel centro di Padova presso gli Scalzi.
Nel 589 ci fu una terribile alluvione, che sconvolse nel Veneto centrale gli alvei di ben quattro fiumi: l'Adige, il Bacchiglione, il Brenta, il Cismon. Uno sconvolgimento tale, che il fiume Cismon cambiò addirittura il bacino fluviale, passando da quello del Piave a quello del Brenta. L'alluvione spostò in quella occasione le acque del ramo destro del Brenta a Curtarolo, per proseguire per Limena, Vigodarzere, Torre (frazione di Padova), Noventa Padovana, abbandonando così la città di Padova, per poi biforcarsi in due nuovi rami a Villatora (frazione di Saonara).
Secondo gli storici Temanza, Gloria e Baldan questi alvei erano individuati come Medoacus Minor e Maior.

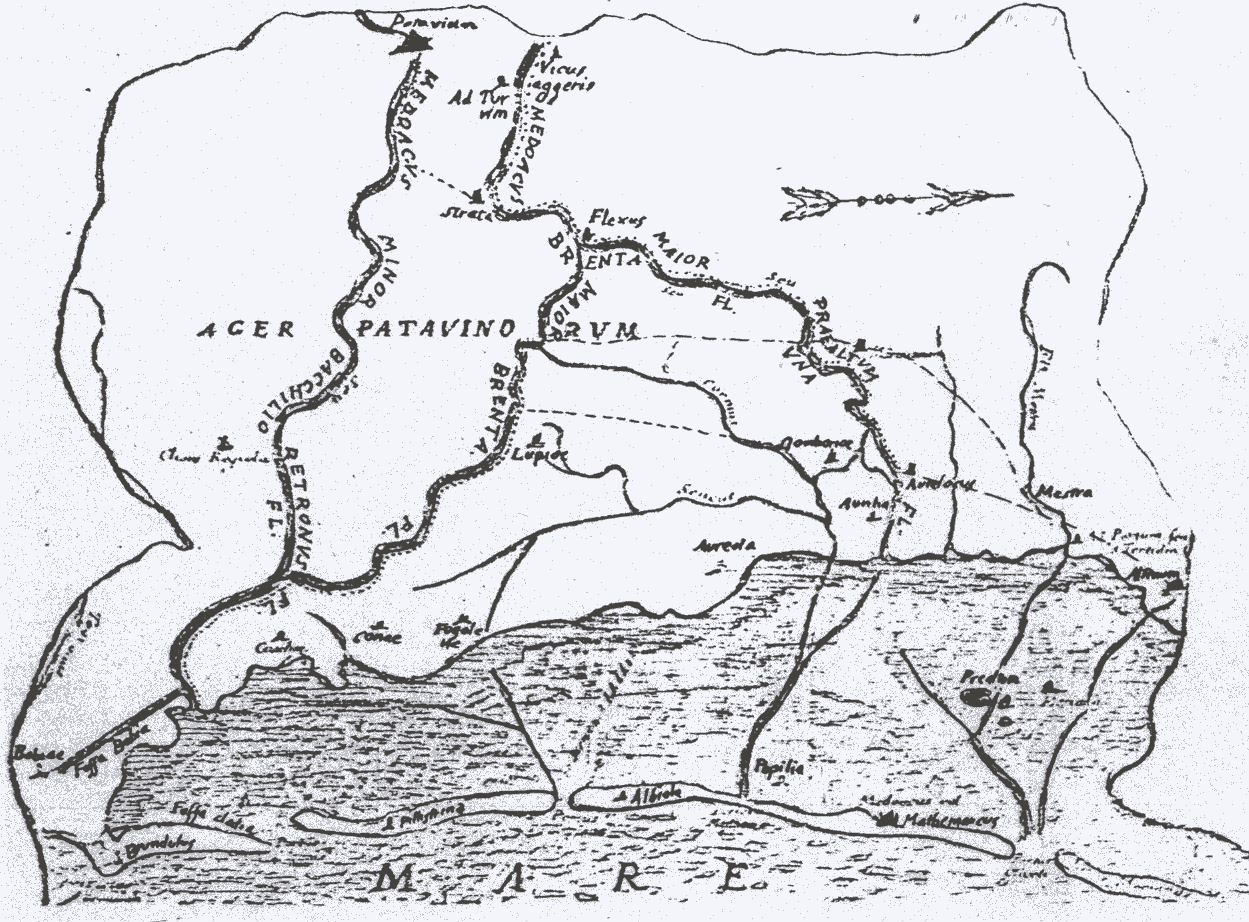
Tracciato del Medoacus Maior e del Medoacus Minor - Temanza -1761

#### Medoacus Minor
Il Medoacus Minor scendeva, secondo il Gloria "attraverso Camino (Camin, frazione di Padova, vicina a Villatora), Saonara, Legnaro del Vescovo, Arzarello (frazione di Piove di Sacco), Arzergrande, Vallonga (frazione di Arzergrande), Rosara (frazione di Codevigo) non lungi da Corte (frazione di Piove di Sacco), fino alla laguna, (nell'area del presidio militare di Venezia della Torre delle Bebbe), quasi dirimpetto a Portosecco, (nell'isola veneziana di Pellestrina); ramo che venne successivamente deviato al Porto di Brondolo, posto a sud di Chioggia nel secolo quinto.”

#### Medoacus Maior
Il Medoacus Maior proseguiva per Stra e Fiesso d'Artico. A Fiesso c'era una nuova biforcazione. Il ramo principale proseguiva per i territori di Paluello (frazione di Stra), Sambruson (frazione di Dolo), e Lugo di Campagna Lupia e sfociava in laguna di fronte al porto di Malamocco. Il ramo minore (con portate d'acqua insignificanti) continuava per Dolo, Mira, Oriago, Fusina, ovvero il percorso del Brenta Vecchia. In alcuni altri documenti questo ramo minore è stato definito nei secoli anche con il nome di Una e Praealtum.

### Abbazia Sant'Ilario di Venezia
Nell'819, al momento del trasferimento dei monaci benedettini di San Servolo nell'Abbazia Sant'Ilario di Venezia, i canali del delta del fiume Brenta erano individuati con questi nomi:
- l'Una, un ramo minore del Medoacus Maior che deviava da Dolo verso Fusina
- il Clarino (in località Dogaletto del Comune di Mira, dove fu costruito il primo monastero),
- il ramo del fiume che passava per Lova di Campagna Lupia (individuato anche come "Mino Medauco"),
- il fiume Cornio che arrivava fino a sud di Padova passando a nord di Lova e di Bojon[16]
- altri canali fra i quali Gambararia, Seuco ed Avisia.

### Il Brenta tra Padova e Venezia
Nel Medioevo era fondamentale il controllo dei percorsi fluviali. Per questo motivo il Brenta fu il principale oggetto delle battaglie tra le città di Padova e di Venezia perché, a causa del delta del fiume, i territori sotto il controllo della Serenissima non erano ben definiti e accettati.
Padova, dal canto suo, per contenere le esondazioni nell'area urbana aveva innalzato delle poderose arginature del fiume presso l'antico Vicus Aggeris (Vigodarzere) tanto grandi da sorprendere Dante Alighieri in viaggio come ambasciatore dei Da Polenta, signori di Ravenna.
per difender lor ville e lor castelli

anzi che Chiarantana il caldo senta

[...]

a tale immagin eran fatti quelli

tutto ché né sì alti né sì grossi

qual che si fosse lo maestro felli»
(Inferno, canto XV)

#### Il Canale Piovego
Nel 1139 i Vicentini in guerra con Padova scavarono il Canale Bisatto per privare l'acqua di difesa della città. Le acque tornarono alla normalità solo con la pace di Fontaniva.
Nel 1209, come risposta della Repubblica di Padova (proclamata nel 1175 e che durò fino al 1318, con la parentesi degli Ezzelini), fu quella di garantirsi l'acqua di difesa escavando il canale Piovego congiungendo così la città con il Brenta nella zona di Stra, ottenendo così la possibilità di ridurre i percorsi fluviali con Venezia. Pressoché parallela al canale, fra il 1885 e il 1954 era la tranvia Padova-Malcontenta-Fusina, gestita dalla Società delle Guidovie Centrali Venete (gruppo Società Veneta) che proseguiva lungo la Riviera del Brenta e, assieme al Piovego, al Brenta stesso e alla laguna veneta, dava origine a un caratteristico sistema integrato di trasporti.

#### La Brentasecca
Nel XII secolo, durante la guerra di Padova contro Venezia, esisteva ancora il vecchio alveo del Medoacus Maior chiamato anche Brentasecca che collegava Dolo via Sambruson a Lugo di Campagna Lupia. I padovani cercarono di riattivarlo per ridurre il percorso tra la laguna e Padova e per non pagare le gabelle poste da Venezia alle foci con il presidio della Torre delle Bebbe oltre che per aggirare lo strapotere dei frati dell'Abbazia Sant'Ilario di Venezia. I padovani, vista la necessità di far presto e in mancanza di mezzi adatti per eseguire la notevole opera idraulica incisero, durante un periodo di scontri militari, gli argini del fiume provocando una paurosa inondazione con il ripristino delle zone acquitrinose e malariche sui terreni del delta già bonificati. L'intervento fu così grave che per far fronte a questa situazione i frati furono costretti ad andar via dall'Abbazia e costruire un nuovo castello a Gambarare di Mira.

### Venezia e le acque del Brenta
I primi documenti dell'interesse della Repubblica di Venezia per i problemi del controllo delle foci del Brenta sono del 1299. Nel 1330 lo storico veneziano Alvise Cornaro definì il problema del governo delle acque del delta del Brenta (insalubrità, sedimentazioni, alluvioni) come “questa mala visìna” (questa cattiva vicina) che la Signoria doveva, secondo la sua opinione, “portarla un poco in là”.

#### La "tajada"
Nel tempo i veneziani constatarono diverse modificazioni dei percorsi dei fiumi, dei rii, delle loro foci e dei canali della laguna. Ad esempio il canale dell'Orfano rimase invaso di melme, tanto da renderlo impraticabile, cosicché nel 1336 fu necessario scavarlo.
Le preoccupazioni dei governanti della Serenissima furono tali, che decisero di bloccare le acque di qualsiasi fiume che sfociasse dentro alla laguna, facendo costruire un terrapieno parallelo alla terraferma, con l'obiettivo di deviare le acque della foce di Brenta Vecchia di Fusina verso la laguna di Malamocco. Quest'opera, decisa il 16 febbraio 1330, fu chiamata “la tajada” (la tagliata) e fu ultimata nel 1339. Il terrapieno venne chiamato “argine di intestadura”. Questo argine, posto a circa 40 metri dal limite della laguna, fece confluire tutte le acque dei vari fiumi (noti con i nomi di: Brenta Vecchia, Volpadego, Tergola, Clarino, Avesa, Laroncelo, Virgilio, Uxor (Lusore), Musone, Una, Bottenigo, Lenzina) in un canale chiamato Brenta Resta d'Aglio. Il suo letto percorreva, partendo da Mestre, le attuali vie Brentavecchia, Cappuccina, Dante, Fratelli Bandiera, raccogliendo quindi tutte le acque che passavano per i Bottenighi, per farle sfociare a Malcontenta. L'inesperienza idraulica del tentativo provocò l'aumento della sedimentazione delle vecchie foci e un aumento della intestatura, con la conseguenza di allagamenti nei territori di Oriago, Gambarare e Bottenighi. Alla fine, per dare sfogo alla pressione, fu aperto uno scarico verso la laguna sul canale Visigone; esso fu tombato e sostituito da condotte fognarie nel Ventesimo Secolo, in concomitanza con la costruzione della zona industriale di Porto Marghera. Aspre polemiche ha suscitato, nel 2009, il cedimento del terreno nei pressi della stazione ferroviaria di Mestre (dove si stava scavando un sottopassaggio per il nuovo tram), causato dall'ignoranza, da parte degli organi competenti, del fatto che il tracciato seguìto dallo scavo corrispondesse al vecchio letto del canale, e che quindi fosse suscettibile di instabilità geologica e idraulica.

#### Brenta Nova
Tra il 1488 e 1507 la Repubblica Serenissima effettuò un'ulteriore diversione del fiume Brenta Vecchia. L'opera, che partiva dalle chiuse di Dolo si dirigeva verso Sambruson, Calcroci di Camponogara, Prozzòlo di Camponogara, Campagna Lupia, Bojon di Campolongo Maggiore, Corte di Piove di Sacco e proseguiva fino a Codevigo, chiamata "Brentone" o "Brenta Nova" portò ad esiti discutibili nei confronti dell'equilibrio idrografico del territorio. Di quello sforzo di irreggimentazione delle acque di Brenta Vecchia rimane ora soltanto l'argine sinistro, utilizzato da una strada, vecchio percorso della SS16.

#### Il Taglio Nuovissimo del Brenta

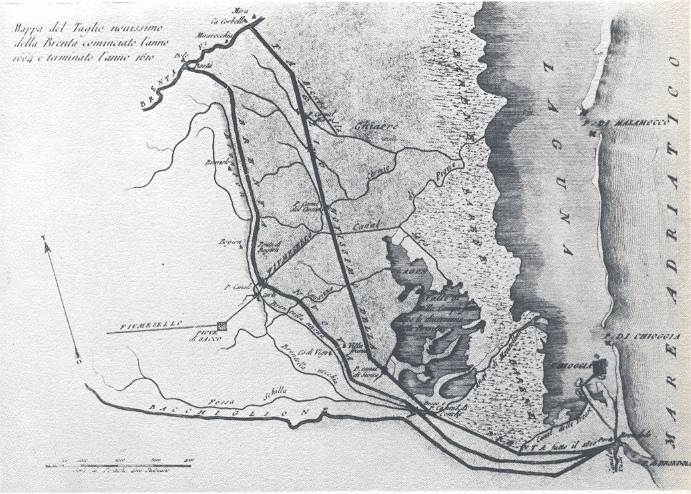
Tracciato Taglio Nuovissimo del Brenta nel 1610 - Zedrini - 1811

Nel 1605, dopo i fallimenti precedenti per governare le acque della "mala visìna" di Venezia, il Senato approvò, nel contesto delle decisioni assunte con la istituzione delle Prese del Brenta, un nuovo progetto di diversione di Brenta Vecchia, quello di Gianluigi Gallesi.
Il nuovo canale, chiamato Taglio Nuovissimo, per distinguerlo dal vicino e contemporaneo Taglio Nuovo del Muson Vecchio, incanala le acque, ora come allora, di Brenta Vecchia da Mira Taglio in direzione di Porto Menai per proseguire in modo rettilineo, per circa 20 km, fino al Passo della Fogolana. Attualmente il canale transita vicino a Conche per sfociare in Laguna di Venezia in località Valli, quasi di fronte al porto di Chioggia. Invece nel 1610, come si può vedere dalla mappa dello storico Bernardino Zendrini, il tracciato continuava fino a sfociare a sud di Chioggia, nella zona della attuale foce del Brenta detta della "Cunetta".
Dopo il completamento di quest'opera, inaugurata nel 1612, la Repubblica di Venezia definì i primi provvedimenti per la gestione pubblica delle valli della propria laguna. Per questo motivo lungo tutto l'argine di questo canale furono posizionati dal magistrato alle acque una sequenza di cippi segna confini per segnalare la cosiddetta conterminazione lagunare.

#### Le Prese della Brenta
Nel XVI secolo a seguito dei lavori di chiusura e di deviazione delle foci dei fiumi in laguna tutti i territori dell'entroterra subirono disastrose alluvioni. Per rispondere alle proteste delle popolazioni il Senato Veneto con la delibera del 23 giugno 1604, in previsione dell'esecuzione del Canale Taglio Nuovissimo, istituì le “Sette Prese”.
Le Prese della Brenta erano dei consorzi pubblici e obbligatori che dovevano coordinare le attività, le opere, e il deflusso di tutte le acque degli scoli delle campagne in un unico sistema idraulico. Le Prese sono state le antesignane dei moderni Consorzi di Bonifica. Per questo nella Regione del Veneto gli attuali Consorzi si richiamano, nelle definizioni e nelle aree amministrate, alle vecchie "Prese".
Le “Prese” associavano i proprietari dei beni rustici di un territorio che dovevano riunirsi per l'elezione di tre presidenti.
La gestione delle Prese era fatta dai presidenti che si avvalevano di appositi funzionari ed esattori per accertare i beni e incamerare gli oneri sulle proprietà fondiarie, chiamati “campatici”, da campo.
Nella definizione dei confini dei singoli bacini idraulici fu adottato il principio che le acque dovevano scolare, secondo i Savi delle Acque, nel nuovo canale Taglio Nuovo di Mirano del fiume Muson Vecchio e nel Taglio Novissimo del Brenta anziché nell'alveo della vecchia Brentasecca.
Le “Prese” comprendevano:
- Prima Presa i terreni a nord ovest di Fusina, per un'estensione di circa 4.400 campi con 1.400 proprietari;
- Seconda Presa i terreni di Mestre, Martellago, Spinea, Mirano, Salzano e Mira per un'estensione di circa 23.000 campi;
- Terza Presa i terreni di Mirano, Camposampiero, Resana, Loreggia per un'estensione di circa 25.000 campi.
- Quarta Presa i terreni da Loreggia fino al Carpené e Treville per un'estensione di circa 3.000 campi;
- Quinta Presa i terreni dei distretti di Mirano, Dolo, Camposampiero per un'estensione di circa 46.500 campi;
- Sesta Presa  i terreni di una parte del distretto di Dolo e tutto il distretto di Piove di Sacco per un'estensione di circa 60.000 campi;
- Settima Presa, divisa in Superiore (i terreni dei distretti di Campagna Lupia, Campolongo, Camponogara, parte di Dolo e di Mira a ovest del Nuovissimo) e Inferiore (parte del distretto di Campagna Lupia e quello di Codevigo tra il Nuovissimo e il Brenta) per un totale di 15.000 campi.

#### La "Cunetta"

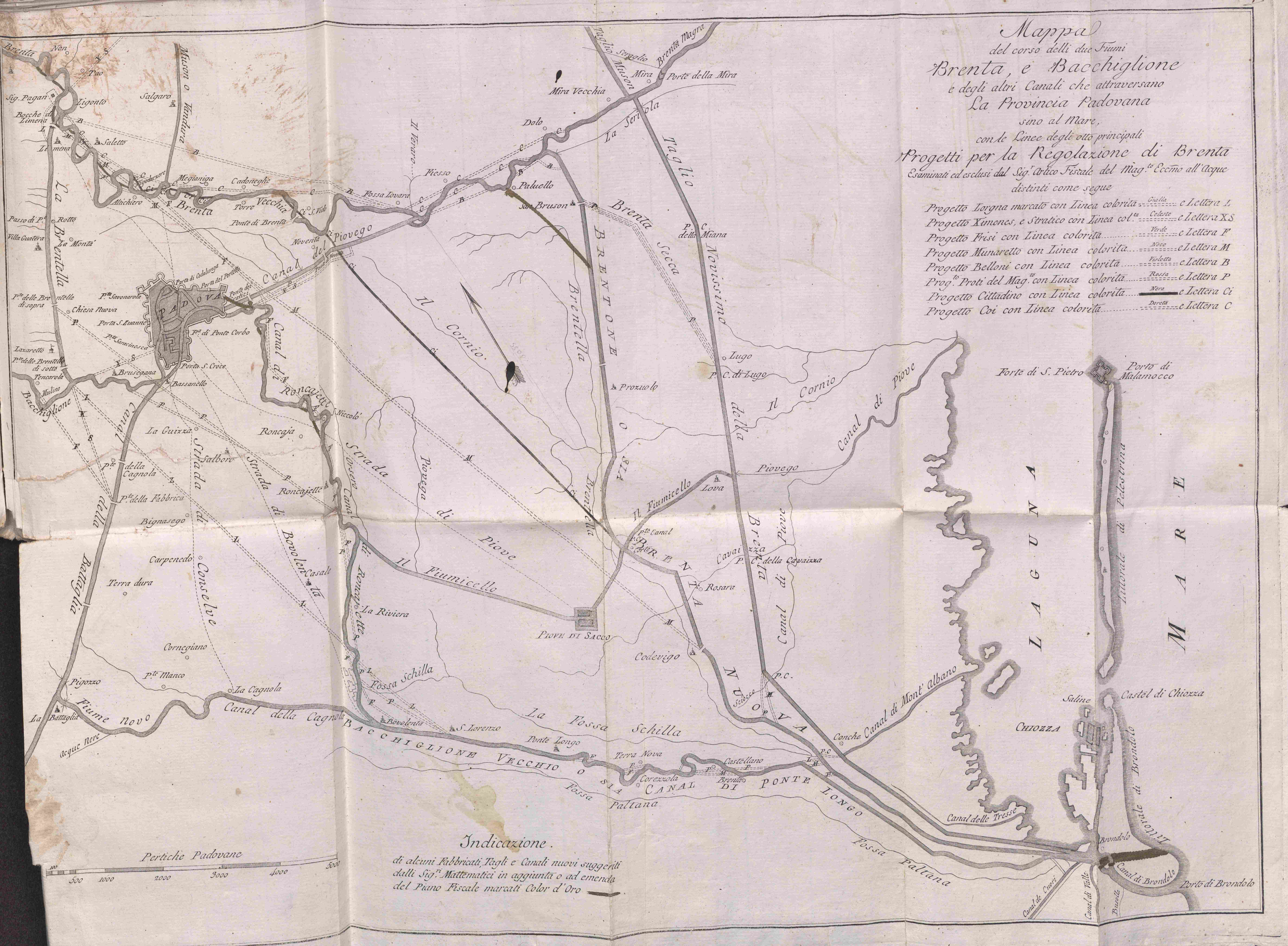
Il corso del fiume Brenta e del Bacchiglione in una mappa del 1789

Nel XVIII e XIX secolo il fiume fu oggetto di vari studi, a partire in particolare da quelli di Girolamo Francesco Cristiani.
Nel 1816 viene scavata la Cunetta, da Fossolovara (l'attuale Stra) fino a Corte, e nel 1840 il fiume viene fatto sfociare provvisoriamente alla Fogolana, nella laguna di Codevigo.
L'immissione del fiume in laguna determina la formazione di un grande delta, successivamente bonificato; detta parte sud della Laguna di Venezia, è appunto denominata Valle di Brenta. Dapprima viene rettificato da Codevigo a Brondolo percorrendo l'antico alveo del Nuovissimo e fatto sfociare nel vecchio alveo del Bacchiglione ora denominato Canale della Busiola, e solo nel 1896 viene realizzato l'ultimo tracciato, sfociando direttamente nel Mare Adriatico.

### Le Isole
Oggi il Brenta include due isole fluviali nel suo alveo: una presso Mira, più specificatamente nella località di Mira Porte, un'altra presso Dolo, nota come Isola Bassa.

## Le storiche "brentane" (alluvioni)
- 589: diversione del fiume a Curtarolo;
- 1110: in seguito ad un maremoto, scomparvero le isole di Veglia, Tosigono, Carbonaria e Albiola;[17]
- 1725: coinvolgimento dei paesi del miranese; a Vetrego, fu documentato un livello dell'acqua pari al primo piano della canonica;
- 1781: rottura degli argini;
- 1823, 1827, 1839: a seguito di queste brentane, intervenne l'ingegnere Paleocapa;
- 1966: ha sconvolto quasi tutto il territorio del bacino idrico del fiume e dei suoi affluenti;
- 2010: ha rischiato di esondare con oltre 0,5 m di pioggia[senza fonte] in pochi giorni.